# سرباز بوفالو
سرباز بوفالو (انگلیسی: Buffalo Soldier)در اصل اعضای هنگ۱۰ سواره نظام ارتش ایالات متحده بودند که در ۲۱ سپتامبر ۱۸۶۶ در فورت لیونورث، کانزاس تشکیل شد. این نام مستعار بدوا توسط قبایل بومی آمریکایی که در جنگ های سرخپوستان شرکت کردند به سواره نظام رنگین پوست داده شد. این اصطلاح در نهایت مترادف با تمام هنگ های آفریقایی-آمریکایی تشکیل شده در سال ۱۸۶۶ شد
اگرچه چندین هنگ آمریکایی آفریقایی-آمریکایی در طول جنگ داخلی به عنوان بخشی از ارتش اتحادیه تشکیل شده بود، اما "سربازان بوفالو" به عنوان اولین هنگ در زمان صلح توسط کنگره تأسیس شد.